# Beulah (Dakota del Nord)
Beulah è un centro abitato (city) degli Stati Uniti d'America, situato nella Contea di Mercer, nello Stato del Dakota del Nord. Nel censimento del 2000 la popolazione era di 3.152 abitanti. La città è stata fondata nel 1913. A causa della vicinanza con Hazen, le due città sono spesso indicate con il nome di Beulah-Hazen.

## Geografia fisica
Secondo i rilevamenti dell'United States Census Bureau, la località di Beluah si estende su una superficie di 6,2 km², tutti occupati da terre.

## Popolazione
Secondo il censimento del 2000, a Beluah vivevano 3.152 persone, ed erano presenti 851 gruppi familiari. La densità di popolazione era di 505 ab./km². Nel territorio comunale si trovavano 1.475 unità edificate. Per quanto riguarda la composizione etnica degli abitanti, il 95,78% era bianco, lo 0,03% era afroamericano, l'1,68% era nativo, lo 0,29% proveniva dall'Asia e lo 0,63% proveniva dall'Oceano Pacifico. Lo 0,16% apparteneva ad altre razze, mentre l'1,43% apparteneva a due o più. La popolazione di ogni razza ispanica corrispondeva allo 0,48% degli abitanti.
Per quanto riguarda la suddivisione della popolazione in fasce d'età, il 30,6% era al di sotto dei 18, il 4,1% fra i 18 e i 24, il 27,9% fra i 25 e i 44, il 22,5% fra i 45 e i 64, mentre infine il 14,9% era al di sopra dei 65 anni di età. L'età media della popolazione era di 39 anni. Per ogni 100 donne residenti vivevano 97,7 maschi.